# Caymanostella admiranda
Caymanostella admiranda är en sjöstjärneart som beskrevs av Georgii Mikhailovich Belyaev och Litvinova 1977. Caymanostella admiranda ingår i släktet Caymanostella och familjen Caymanostellidae. Inga underarter finns listade i Catalogue of Life.